# Gharyan
Gharyan (arabisch غريان, DMG Ġaryān) ist eine Stadt im Nordwesten Libyens und Hauptstadt des Munizips al-Dschabal al-Gharbi.

## Lage
Sie ist eine der größten Städte im Dschabal Nafusa auf 639 m Höhe und liegt etwa 90 km südlich von Tripolis.

## Bevölkerung
In der Stadt leben rund 150.000 Einwohner. Die Mehrheit der Bevölkerung stellen Berber.

## Geschichte
Die Stadt lag einst an wichtigen Handelsrouten durch Libyen. 1884 wurde Gharyan von den Osmanen ausgebaut und erhielt eine eigene Verwaltungsstruktur. In den 1920er Jahren wurde unter Italienischer Besatzung eine Eisenbahnstrecke zwischen Tripolis und einem Dorf in der Nähe von Gharyan gebaut, die während des Zweiten Weltkriegs von britischen Truppen zerstört wurde. Die Stadt war auch eines der Zentren des Widerstandes gegen die italienische Besatzung.
Gharyan bildete mit dem Umland einen eigenen Munizip, bis das Gebiet 2007 im neugebildeten Munizip al-Dschabal al-Gharbi aufging.
Im Bürgerkrieg in Libyen seit 2014 bauten LNA-Milizen des Warlords Chalifa Haftar 2019 in Gharyan eine vorgeschobene Basis für ihre April-Offensive gegen Tripolis auf. GNA-Milizen der Regierung der Nationalen Übereinkunft verkündeten schließlich am 27. Juni 2019 die Stadt erobert zu haben.

## Nachweise
1. ↑  Le ferrovie nell'Africa italiana: aspetti economici, sociali e strategici. (Memento vom 14. November 2012 im Internet Archive) (PDF; 206 kB; italienisch)
2. ↑  Libyan warlord defeated in fierce battle with government forces over key city. independent.co.uk vom 28. Juni 2019
3. ↑  "Libyan government forces capture key town from warlord " The Guardian vom 27. Juni 2019